# 3. HVL 2015.
Treća hrvatska vaterpolska liga predstavlja četvrti rang hrvatskog vaterpolskog prvenstva u sezoni 2015. Sudjeluje 19 klubova podijeljenih u četiri skupine – Split, Šibenik, Rijeka i Slavonija.

## Ljestvice

### Rijeka
| mj | klub                 | ut | pob | ner | por | gol+ | gol- | bod |
| -- | -------------------- | -- | --- | --- | --- | ---- | ---- | --- |
| 1. | Lošinj (Mali Lošinj) | 8  | 6   | 2   | 0   | 115  | 73   | 20  |
| 2. | Jadran Kostrena      | 8  | 6   | 0   | 2   | 92   | 80   | 18  |
| 3. | Crikvenica           | 8  | 3   | 1   | 4   | 91   | 108  | 10  |
| 4. | Delfin Rovinj        | 8  | 2   | 1   | 5   | 91   | 97   | 7   |
| 5. | Pula                 | 8  | 1   | 0   | 7   | 81   | 112  | 3   |

### Slavonija
| mj | klub                    | ut | pob | ner | por | gol+ | gol- | bod |
| -- | ----------------------- | -- | --- | --- | --- | ---- | ---- | --- |
| 1. | Đakovo                  | 8  | 5   | 0   | 3   | 92   | 75   | 18  |
| 2. | Mursa Osijek            | 8  | 7   | 0   | 1   | 150  | 82   | 18  |
| 3. | Osijek                  | 8  | 6   | 0   | 2   | 139  | 64   | 18  |
| 4. | Vinkovci                | 8  | 2   | 0   | 6   | 53   | 112  | 6   |
| 5. | Marsonia Slavonski Brod | 8  | 0   | 0   | 8   | 53   | 154  | 0   |

### Split
| mj | klub             | ut | pob | ner | por | gol+ | gol- | bod |
| -- | ---------------- | -- | --- | --- | --- | ---- | ---- | --- |
| 1. | Pušišća          | 8  | 7   | 1   | 0   | 94   | 67   | 22  |
| 2. | Zale Igrane      | 8  | 4   | 1   | 3   | 84   | 83   | 13  |
| 3. | Zvončac Split    | 8  | 4   | 0   | 4   | 90   | 79   | 12  |
| 4. | Korenat Dugi Rat | 8  | 2   | 0   | 6   | 82   | 109  | 6   |
| 5. | Podgora          | 8  | 1   | 2   | 5   | 59   | 63   | 5   |

### Šibenik
| mj | klub                      | ut | pob | ner | por | gol+ | gol- | bod |
| -- | ------------------------- | -- | --- | --- | --- | ---- | ---- | --- |
| 1. | Gusar Sveti Filip i Jakov | 6  | 5   | 1   | 0   | 76   | 55   | 13  |
| 2. | Albamaris Biograd na Moru | 6  | 2   | 1   | 3   | 73   | 71   | 10  |
| 3. | Croatia Turanj            | 6  | 2   | 0   | 4   | 63   | 82   | 6   |
| 4. | Tisno                     | 6  | 1   | 2   | 3   | 59   | 63   | 5   |

## Poveznice
- 1. HVL 2015.
- 1. B HVL 2015.
- 2. HVL 2015.